# Battling Levinsky
Battling Levinsky, właśc. Barney Lebrowitz (ur. 10 czerwca 1891 w Filadelfii, zm. 12 lutego 1949 tamże) – amerykański bokser, były zawodowy mistrz świata kategorii półciężkiej.
Pochodził z żydowskiej rodziny. Rozpoczął zawodowo walczyć jako pięściarz w 1910 pod pseudonimem Barney Williams. W 1913 dostał się pod opiekę managera Dana Morgana, który zmienił jego przydomek na Battling Levinsky i doprowadził do zdobycia tytułu mistrza świata. Choć oficjalne statystyki podają, że Levinsky stoczył 288 walk zawodowych, w rzeczywistości było ich więcej, być może ponad 500. Był znany głównie z umiejętności walki defensywnej. Miał naturalną wagę półciężką, ale często mierzył się z bokserami kategorii ciężkiej.
Większość jego walk była stoczona w formule no decision. W 1910 stoczył 20 bokserskich pojedynków, a w 1911 19. W tym roku trzykrotnie walczył z Leo Houckem i raz z Jackiem Dillonem, zdaniem prasy przegrywając te pojedynki. w 1912 stoczył 21 walk, w tym dwie z Eddiem McGoortym. W 1913 również walczył 21 razy, w tym dwukrotnie z Jackiem „Twin” Sullivanem, a także z Dillonem i znacznie cięższymi „Firemanem” Jimem Flynnem i „Porky” Danem Flynnem.
14 kwietnia 1914 w Butte zmierzył się z Jackiem Dillonem o mistrzostwo świata w kategorii półciężkiej (do 175 funtów). Tytuł w tej kategorii był nieobsadzony, odkąd Philadelphia Jack O’Brien przestał go bronić w 1905. Dillon zwyciężył na punkty po 12 rundach i został tym samym nowym mistrzem świata. W walce rewanżowej 28 maja tego roku w Indianapolis Dillon był również lepszy zdaniem prasy (walka była no decision). W tym roku Levinsky walczył również m.in. z „Porky” Danem Flynnem (trzykrotnie), „Firemanem” Jimem Flynnem, Bobem Moha i Edem „Gunboat” Smithem.
Przegrał walkę o mistrzostwo świata z Dillonem 25 kwietnia 1916 w Kansas City, ale po dwóch kolejnych pojedynkach z tym bokserem, które były no decision, zdobył tytuł mistrza świata w kategorii półciężkiej po pokonaniu Dillona na punkty 24 października 1916 w Bostonie. Był to dziewiąty pojedynek tych pięściarzy.
Jako mistrz świata przez długi czas nie bronił tytułu, rywalizując w walkach towarzyskich. Mierzył się, najczęściej po kilka razy, z takim zawodnikami, jak m.in. Billy Miske, Bob Moha, Ed „Gunboat” Smith, Leo Houck, Tommy Gibbons i Harry Greb, z którym spotykał się sześciokrotnie, w tym raz w walce o tytuł mistrzowski 17 lutego 1919 w Buffalo. Wszystkie walki z Grebem były no decision i we wszystkich zdaniem prasy wygrał Greb.

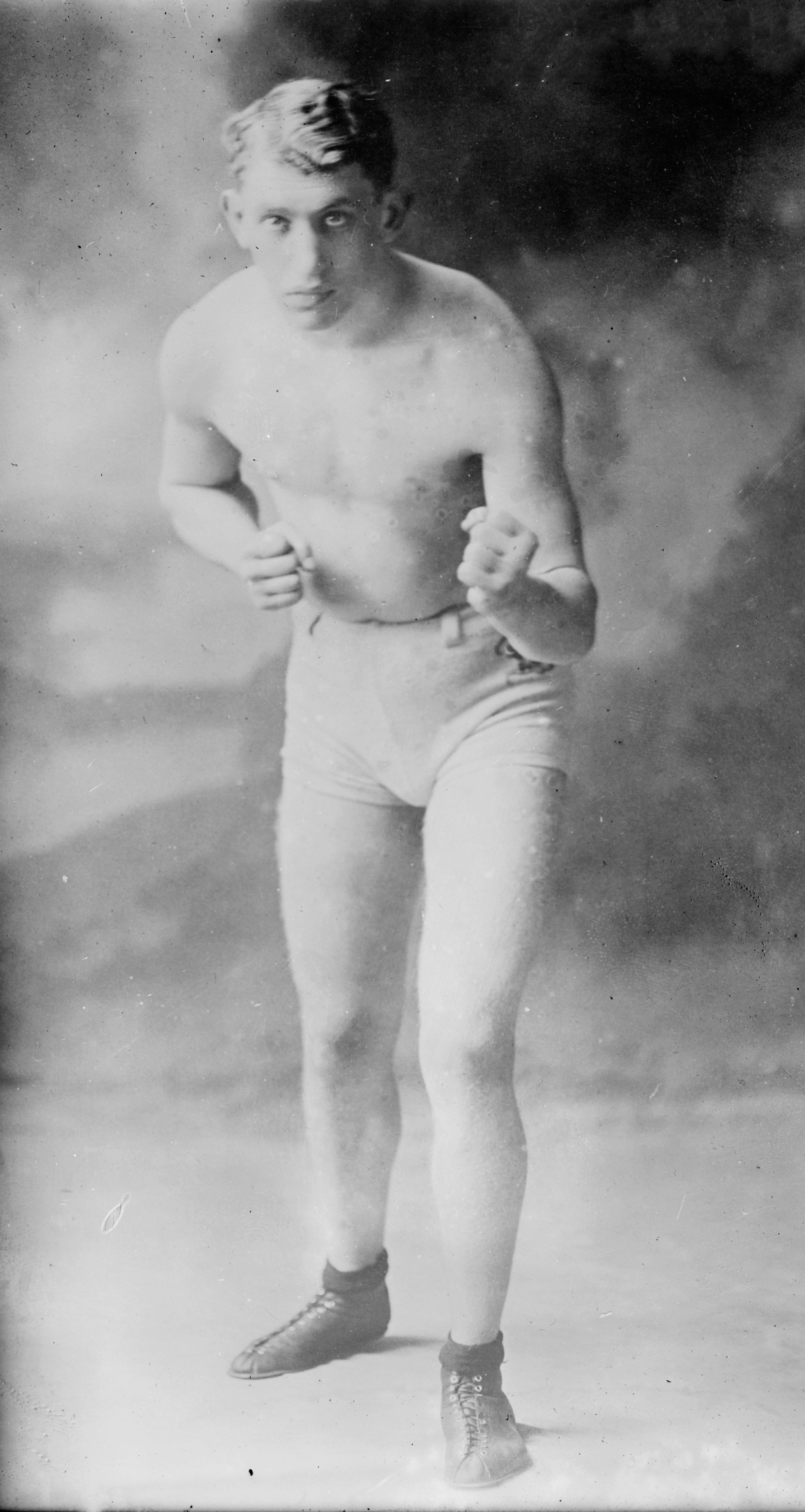
Battling Levinsky

6 listopada 1918 w Filadelfii Levinsky został znokautowany w 3. rundzie przez przyszłego mistrza świata wagi ciężkiej Jacka Dempseya.
12 października 1920 w Jersey City Levinsky stracił tytuł mistrza świata kategorii półciężkiej, gdy Georges Carpentier znokautował go w 4. rundzie. 13 stycznia 1922 spróbował zdobyć czempionat Stanów Zjednoczonych w tej kategorii, ale Gene Tunney pokonał go na punkty. Po tej walce Levinsky pauzował do 1926, w którym stoczył pięć pojedynków, w tym no decision z Youngiem Striblingiem, zdaniem prasy przegrany. Kontynuował karierę do 1930.
Został wybrany w 2000 do Międzynarodowej Bokserskiej Galerii Sławy.